# Championnats d'Europe de pétanque 2019
Navigation
Édition précédente Édition suivante
Les championnats d'Europe de pétanque 2019 ont eu lieu à Albena en Bulgarie, du 16 au 22 septembre 2019 pour les triplettes séniors masculin, le tir de précision masculin et les triplettes vétérans masculin ; et à Saint-Pierre-lès-Elbeuf en France, du 3 au 6 octobre 2019 pour les triplettes espoirs masculin et les triplette espoirs féminine.

## Podiums
| Épreuve                    | Or                                                                        | Argent                                               | Bronze           |
| -------------------------- | ------------------------------------------------------------------------- | ---------------------------------------------------- | ---------------- |
| Triplette sénior           | Diego Rizzi - Alessio Cocciolo - ? - ?                                    | Charles Weibel - Joël Marchandise - André Lozano - ? | ? - ?            |
| Triplette sénior           | Diego Rizzi - Alessio Cocciolo - ? - ?                                    | Charles Weibel - Joël Marchandise - André Lozano - ? | ? - ?            |
| Tir de précision           | Diego Rizzi                                                               | Jesus Perez Martin                                   | Hugo Dores       |
| Tir de précision           | Diego Rizzi                                                               | Jesus Perez Martin                                   | Joël Marchandise |
| Triplette vétéran          | Christian Fazzino - Jean-Marc Foyot - Fernand Rivière - Christian Lagarde | ? - ?                                                | ? - ?            |
| Triplette espoirs masculin | ? - ?                                                                     | ? - ?                                                | ?                |
| Triplette espoirs féminine | Céline Lebossé - Emma Picard - Caroline Bourriaud - Alison Rodriguez      | ? - ?                                                | ? - ?            |

## Tableau des médailles
| Rang  | Nation    | Or | Argent | Bronze | Total |
| ----- | --------- | -- | ------ | ------ | ----- |
| 1     | France    | 2  | 0      | 0      | 2     |
| 1     | Italie    | 2  | 0      | 0      | 2     |
| 3     | Finlande  | 1  | 0      | 0      | 1     |
| 4     | Belgique  | 0  | 2      | 1      | 3     |
| 5     | Espagne   | 0  | 1      | 1      | 2     |
| 5     | Allemagne | 0  | 1      | 1      | 2     |
| 7     | Suède     | 0  | 1      | 0      | 1     |
| 8     | Slovénie  | 0  | 0      | 1      | 1     |
| 8     | Portugal  | 0  | 0      | 1      | 1     |
| 8     | Pologne   | 0  | 0      | 1      | 1     |
| Total | Total     | 5  | 5      | 7      | 17    |